# عسقلان (سجن)
سجن عسقلان المركزي أنشئ في عهد الانتداب البريطاني كمقر لقيادة الجيش البريطاني في عسقلان ومحيطها وكسرايا لاستقبال الوفود البريطانية الرسمية. وداخل سرايا عسقلان خصص جناح من المبنى كمركز تحقيق وتوقيف.
وبعد هزيمة 1967 وتصاعد المقاومة الفلسطينية وازدياد عدد المعتقلين، أصدرت قيادة الجيش الإسرائيلي عام 1970 مرسوماً عسكرياً بافتتاح سجن عسقلان المركزي. وشهد افتتاح المعتقل تنكيلا بالأسرى الفلسطينيين حيث كانوا يمرون وسط صفين لدرك السجون من البوابة وصولا إلى غرف وزنازين السجن، بينما الهراوات تنهال على أجسادهم.
ويوجد في هذا السجن خمسة أقسام بجانب قسم الزنازين، إضافة إلى جناح خاص بالشاباك الإسرائيلي للتحقيق مع الأسرى الفلسطينيين والعرب. وقد فرضت سلطات السجن العمل الإجباري على الأسرى في ورش عمل ملحقة بالمعتقل، استطاع الأسرى مقاطعة مرافق العمل بشكل كامل عبر سلسلة طويلة من الاحتجاجات سواء على الاحتجاز أو على إجبارهم على العمل.